# Gotthilf Hempel
Gotthilf Hempel (Göttingen, 1929. március 8. –) német tengerbiológus.

## Életrajza
Gotthilf Hempel 1929. március 8-án született a németországi Göttingenben. 
Biológiai és a geológiai tanulmányait Mainzban és Heidelbergben végezte. 1967-ben halászatbiológiai professzora lett az Oceanográfiai Intézetnek Kielben (University of Kiel), amelynek több évig igazgatója is volt. 1981-ben alapítója volt Bremerhavenben az Alfred Wegener Intézetnek (Polar és Marine Research), ahol egyben az Intézet első igazgatója is volt, 1992-ig. Ő alapította 11 évvel később, a Leibniz Center for Tropical Marine Ecologyt is Bremerhaven. ő kezdeményezte a kutatást a Polarstern hajóval. Mivel tagja volt a Tudományos Tanácsnak, ő is részt vett a tudományos közösség átszervezésében az egykori Kelet-Németországban. Nemzetközi projektek keretében is erősen elkötelezett a tengeri tudományok fejlődése terén a fejlődő országokban is. 1992-ben az első igazgatója volt az újonnan alapított Center for Tropical Marine Ecologynak, és a Brémai Egyetemnek. 1993-ban elnyerte a  Német Szövetségi Köztársaság Nagy Érdemkeresztjét. 1994-ben vonult nyugalomba, de továbbra is aktív szerepet vállal számos területen.

## Főbb művei
- Early Life History of Marine Fish: The Egg Stage; University of Washington Press; 1980 ISBN 0-295-95672-0
- Antarctic Science: Global Concerns; Springer 1994; ISBN 0-387-57559-6
- (Szerkesztőként) Nachhaltigkeit und globaler Wandel: guter Rat ist teuer; Peter Lang Publishing, Frankfurt 2003; ISBN 3-631-50400-4 (Ed.)
- (Szerkesztőként) Faszination Meeresforschung: ein ökologisches Lesebuch, Bremen: Hauschild 2006 ISBN 978-3-89757-310-9